# Амнезия
Амнези́я (от др.-греч. ἀ- отрицательная частица + μνήμη «память» — забвение) — заболевание с симптомами потери памяти, особенно на недавние важные события, или неполных воспоминаний о произошедших событиях. 
Амнезия может быть спонтанной и часто бывает временной. Воспоминания возвращаются в хронологическом порядке, начиная с самых старых. Воспоминания о последних событиях, предшествовавших амнезии, зачастую не возвращаются никогда.
В Международной классификации болезней одиннадцатого пересмотра (МКБ-11) выделяются амнезия как симптом (MB21.1) и амнестическое расстройство (6D72).

## Причины амнезии
- Органические (в частности, травма головы, органическая болезнь мозга, алкоголизм, отравление снотворными или другими веществами).
- Психологические (например, вытеснение воспоминаний о психической травме). Такие амнезии называют психогенными.

## Типы амнезии
1. Ретроградная амнезия — больной не помнит события, происходившие до начала амнезии.
2. Антероградная амнезия — больной теряет способность запоминать события, происходящие после начала заболевания (спровоцированного, например, травмой или стрессом). При этом он может помнить всё, что было раньше.
3. Антероретроградная амнезия — сочетание антероградной амнезии с ретроградной амнезией. Больной может страдать одновременно ретроградной и антероградной амнезией из-за повреждения средних темпоральных зон и особенно гиппокампа.
4. Фиксационная амнезия — нарушение памяти на текущие (больше, чем на несколько минут) события. Составной элемент синдрома Корсакова.
5. Конградная амнезия — полная или частичная амнезия, которая ограничивается только событиями острого периода болезни. Встречается при онейроидном синдроме, некоторых формах делирия, коме, сопоре, оглушении.
6. Синдром Корсакова — тяжёлая фиксационная, антероградная и ретроградная амнезия из-за недостатка витамина B1 в мозгу, в сочетании с другими симптомами. Причиной чаще всего является алкоголизм, хотя и другие причины, например сильное недоедание, могут приводить к тому же синдрому.
7. Диссоциативная амнезия — амнезия, при которой забываются факты из личной жизни, но сохраняется память на универсальные знания. Диссоциированная амнезия обычно является результатом психической травмы.
  - Локализованная амнезия — нарушение памяти только одной модальности, все остальные остаются сохранны. Такие нарушения возникают в результате поражения соответствующего отдела мозга. Например, при агнозии нарушается узнавание ранее знакомых предметов, при апраксии — нарушаются ранее приобретённые двигательные навыки, при афазии — память на слова и речь.
  - Избирательная амнезия — больной забывает некоторые из событий, которые произошли в течение какого-то ограниченного периода времени, но сохраняет память на универсальные знания. Как правило, подобные случаи бывают связаны с психическими травмами, полученными в результате этих событий.
  - Генерализованная (глобарная) амнезия — больной забывает всё, что происходило в какой-то ограниченный период времени и некоторые события, происходившие до того.
  - Непрерывная амнезия — больной перестаёт запоминать новые события, а также забывает часть из старых. При диссоциативной амнезии такое встречается крайне редко.
8. Диссоциативная фуга — более тяжёлое заболевание, чем диссоциативная амнезия. Больные диссоциативной фугой внезапно уезжают в другое место и там полностью забывают свою биографию и личные данные, вплоть до имени. Иногда они берут себе новое имя и новую работу. Диссоциативная фуга длится от нескольких часов до нескольких месяцев, изредка дольше, после чего больные так же внезапно вспоминают своё прошлое. При этом они могут забыть всё, что происходило во время фуги.
9. Детская амнезия — неспособность вспомнить события младенчества и раннего детства, характерная для всех людей. Причины, вероятно, в неразвитости соответствующих областей головного мозга.
10. Постгипнотическая амнезия — неспособность вспомнить, что происходило во время гипноза.
11. Кататимная амнезия — больной забывает только определённые лица и события, которые связаны с особыми переживаниями.
12. Прогрессирующая амнезия — амнезия, которая распространяется от более поздних к более ранним событиям.
13. Ретардированная амнезия — «запаздывающая» амнезия, когда события, имевшие место, выпадают не моментально, а лишь через некоторое время после болезни.
14. Стационарная амнезия — стойкая потеря памяти, при этом со временем изменения не происходят.

## Психогенные амнезии
Не имеют органической основы и возникают в результате действия защитных механизмов.
- Постгипнотическая амнезия.

- Истерическая амнезия — разработка понятия истерической амнезии связана с именами Жана-Мартена Шарко, Пьера Жане, Йозефа Брейера и Зигмунда Фрейда. Следует различать истерию травматического генеза (вызванную психической травмой или переживаниями экстремального стресса) и истерию как невроз переноса, связанный, согласно ранним психоаналитическим концепциям, со внутренним структурным конфликтом и регрессией либидо к объектам эдипальной фазы развития. Истерическая амнезия травматической природы вызвана действием защитного механизма диссоциации. Амнезия при истерическом неврозе переноса обусловлена действием вытеснения, направленного на репрезентанты и дериваты конфликтного влечения.

Согласно концепции Шарко и Брейера, при переживании травматической ситуации у некоторых людей возникает так называемое гипноидное состояние — состояние самогипноза. В этом изменённом состоянии сознания происходит кодирование элементов памяти, соответствующих переживанию данной ситуации. В некоторых случаях впоследствии эти воспоминания, образующие самостоятельную структуру, у которой отсутствуют ассоциативные связи с остальной системой автобиографических воспоминаний, не могут быть воспроизведены произвольно. Доступ к ним оказывается возможен только в изменённом состоянии сознания, которое достигается при помощи гипнотических и трансовых техник.
Амнезия, вызванная действием вытеснения, может быть преодолена, согласно психоаналитическим концепциям, посредством осознания вытесненного материала. Последнее достигается через применение метода свободных ассоциаций в аналитической работе.
- Фуговая амнезия — амнезия, имеющая диссоциативную природу. Этот вид психогенной амнезии возникает при диссоциативной фуге — реакции бегства в ситуации психической травмы или экстремального стресса. Основной чертой диссоциативной фуги является внезапный незапланированный отъезд. Динамика диссоциативной фуги характеризуется прохождением через двойной барьер амнезии. Первый амнестический барьер возникает сразу после начала фуги, при этом за барьером остаётся важная личная информация и воспоминания, относящиеся к прошлой жизни индивида. Первому амнестическому барьеру соответствует изменение личностной идентичности индивида. Второй амнестический барьер возникает после прекращения состояния фуги, когда возвращаются воспоминания, оставшиеся за первым амнестическим барьером и оказываются диссоциированными воспоминания о событиях, происходящих во время состояния фуги. При прохождении второго амнестического барьера утрачивается «фуговая» личностная идентичность и возвращается прежняя идентичность индивида.

- Расстройство множественной личности — диссоциативное расстройство, основным этиологическим фактором которого является хроническая психическая травма детства в контексте отношений со значимым взрослым человеком (обычно родители или лица, их замещающие). Расстройство множественной личности (или диссоциативное расстройство идентичности по DSM-IV) иногда ошибочно диагностируют как шизофрению[источник не указан 2831 день]. Для расстройства множественной личности характерны множественные эпизоды амнезии как на ряд психотравмирующих ситуаций детства, так и на события, которые происходили во время так называемых переключений, то есть когда одна альтер-личность уступала контроль над поведением индивида другой альтер-личности. Как и при диссоциативной фуге, амнезии при расстройстве множественной личности, как правило, имеют диссоциативную природу. Диссоциативные амнезии в подавляющем числе случаев (если они, например, не сопровождаются нарушениями функционирования соответствующих отделов мозга) обратимы. Восстановление диссоциированного материала обычно полное и происходит либо спонтанно, либо при применении гипнотических и трансовых техник.

## Влияние на культуру
Амнезия часто используется как сюжетный приём в художественных произведениях. В подавляющем большинстве случаев описывается ретроградная амнезия. Как правило, изображения амнезии в кино и художественной литературе недостоверны: герой лишается воспоминаний о своей личности, но сохраняет навыки и способность к общению.
Редкие примеры персонажей с более-менее достоверно показанной антероградной амнезией — главный герой фильма «Помни» и рыбка Дори в мультфильмах «В поисках Немо» и «В поисках Дори». В мелодраме «50 первых поцелуев» также показана антероградная амнезия, но, по мнению специалистов, недостоверно.

### Фильмы
- Странствия Салливана (1941)
- За бортом (1987) и (2018)
- Дежа вю (1989)
- Кто я? (1998)
- Помни (2000)
- Обитель зла (серия фильмов) (2002-2016)
- Человек без прошлого (2002)
- Идентификация Борна (2002)
- Внутри моей памяти (2003)
- 50 первых поцелуев (2004)
- Карусель (2004)
- Бумер. Фильм второй (2006)
- Остров проклятых (2010)
- Уйти, чтобы остаться (2013)
- Прежде чем я усну (2014)

### Аниме
- A Wind Named Amnesia (1990)
- Эрго Прокси (2006)
- Ef: A Tale of Memories (2006)
- Tasogare Otome x Amnesia (2009)
- Golden Time (2010)
- Kimetsu no Yaiba (2016)

### Манга
- JoJo’s Bizarre Adventure: Jojolion (2011 — 2021)

### Видеоигры
- Planescape: Torment (1999)
- Headhunter (2001)
- Arx Fatalis (2002)
- XIII (игра) (2003)
- Second Sight (2004)
- Shadow the Hedgehog (2005)
- The Witcher (2007)
- S.T.A.L.K.E.R.: Тень Чернобыля (2007)
- Amnesia: The Dark Descent  (2010)
- The Witcher 2: Assassins of Kings (2011)
- Amnesia: A Machine for Pigs (2013)
- Middle-earth: Shadow of Mordor (2014)
- Disco Elysium (2019)
- Amnesia: Rebirth (2020)
- Amnesia: The Bunker (2023)